# ماونتن بروك
ماونتن بروك (بالإنجليزية: Mountain Brook)‏ هي مدينة أمريكية تقع في ولاية ألاباما.تبلغ مساحة هذه المدينة 31.7 (كم²)،ويبلغ عدد سكانها 20413 نسمة حسب إحصاء سنة 2010 م.تشير الإحصاءات بأن الكثافة السكانية في هذه المدينة تقدر بـ(656.8) نسمة/كم2.

## التركيبة السكانية
حدّد مكتب تعداد الولايات المتحدة بيانات التركيبة السكانية لماونتن بروك في تعداد الولايات المتحدة. في ما يلي، التركيبة السكانية حسب تعدادي 2000 و2010.

### تعداد عام 2000
بلغ عدد سكان ماونتن بروك 20,604 نسمة بحسب تعداد عام 2000، وبلغ عدد الأسر 7,998 أسرة وعدد العائلات 5,978 عائلة مقيمة في المدينة. في حين سجلت الكثافة السكانية 618 نسمة لكل كيلومتر مربع (1,600.6/ميل2). وبلغ عدد الوحدات السكنية 8,268 وحدة بمتوسط كثافة قدره 248 لكل كيلومتر مربع (642.3/ميل2).
وتوزع التركيب العرقي للمدينة بنسبة 98.64% من البيض و0.31% من الأمريكيين الأفارقة و0.04% من الأمريكيين الأصليين و0.65% من الأمريكيين ذوي الأصول الآسيوية و0.02% من سكان جزر المحيط الهادئ و0.12% من الأعراق الأخرى و0.22% من عرقين مختلطين أو أكثر و0.58% من الهسبانيون أو اللاتينيون من أي عرق.
بلغ عدد الأسر 7,998 أسرة كانت نسبة 37.4% منها لديها أطفال تحت سن الثامنة عشر تعيش معهم، وبلغت نسبة الأزواج القاطنين مع بعضهم البعض 68% من أصل المجموع الكلي للأسر، ونسبة 5.5% من الأسر كان لديها معيلات من الإناث دون وجود شريك، بينما كانت نسبة 1.3% من الأسر لديها معيلون من الذكور دون وجود شريكة وكانت نسبة 25.3% من غير العائلات. تألفت نسبة 22.7% من أصل جميع الأسر من عدة أفراد يعيشون في نفس المنزل ونسبة 9.9% كانت تتألف من شخص يعيش بمفرده يبلغ من العمر 65 عاماً أو أكثر. وبلغ متوسط حجم الأسرة المعيشية 2.57، أما متوسط حجم العائلات فبلغ 3.05.
بلغ العمر الوسطي للسكان 40.6 عاماً. وكانت نسبة 28.3% من القاطنين تحت سن الثامنة عشر، وكانت نسبة 3.9% بين الثامنة عشر والرابعة والعشرين عاماً، ونسبة 25.2% كانت واقعةً في الفئة العمرية ما بين الخامسة والعشرين والرابعة والأربعين عاماً، ونسبة 25.8% كانت ما بين الخامسة والأربعين والرابعة والستين، ونسبة 16.4% كانت ضمن فئة الخامسة والستين عاماً فما فوق. يوجد لكل 100 أنثى 89.7 ذكر، ويوجد لكل 100 أنثى في الثامنة عشر من عمرها فما فوق 85.5 ذكر.
بلغ متوسط دخل الأسرة في المدينة 100,483 دولارًا، أما متوسط دخل العائلة فبلغ 122,647 دولارًا. وكان متوسط دخل الذكور 100,001 دولارًا مقابل 39,770 دولارًا للإناث. وسجل دخل الفرد الخاص بالمدينة 59,085 دولارًا. وكانت نسبة 1.9% من العائلات ونسبة 2.9% من السكان تحت خط الفقر، وكان من هؤلاء نسبة 2.4% تحت سن الثامنة عشر ونسبة 3.1% في الخامسة والستين من العمر وما فوق.

### تعداد عام 2010
بلغ عدد سكان ماونتن بروك 20,413 نسمة بحسب تعداد عام 2010، وبلغ عدد الأسر 7,731 أسرة وعدد العائلات 5,864 عائلة مقيمة في المدينة. في حين سجلت الكثافة السكانية 612.3 نسمة لكل كيلومتر مربع (1,585.8/ميل2). وبلغ عدد الوحدات السكنية 8,266 وحدة بمتوسط كثافة قدره 247.9 لكل كيلومتر مربع (642.1/ميل2).
وتوزع التركيب العرقي للمدينة بنسبة 97.23% من البيض و1.03% من الأمريكيين الأفارقة و0.06% من الأمريكيين الأصليين و0.93% من الأمريكيين ذوي الأصول الآسيوية و0.19% من الأعراق الأخرى و0.56% من عرقين مختلطين أو أكثر و0.97% من الهسبانيون أو اللاتينيون من أي عرق.
بلغ عدد الأسر 7,731 أسرة كانت نسبة 38.5% منها لديها أطفال تحت سن الثامنة عشر تعيش معهم، وبلغت نسبة الأزواج القاطنين مع بعضهم البعض 68.2% من أصل المجموع الكلي للأسر، ونسبة 6.4% من الأسر كان لديها معيلات من الإناث دون وجود شريك، بينما كانت نسبة 1.3% من الأسر لديها معيلون من الذكور دون وجود شريكة وكانت نسبة 24.1% من غير العائلات. تألفت نسبة 22% من أصل جميع الأسر من عدة أفراد يعيشون في نفس المنزل ونسبة 9.8% كانت تتألف من شخص يعيش بمفرده يبلغ من العمر 65 عاماً أو أكثر. وبلغ متوسط حجم الأسرة المعيشية 2.64، أما متوسط حجم العائلات فبلغ 3.12.
بلغ العمر الوسطي للسكان 41.9 عاماً. وكانت نسبة 29.3% من القاطنين تحت سن الثامنة عشر، وكانت نسبة 4.5% بين الثامنة عشر والرابعة والعشرين عاماً، ونسبة 20.8% كانت واقعةً في الفئة العمرية ما بين الخامسة والعشرين والرابعة والأربعين عاماً، ونسبة 29.7% كانت ما بين الخامسة والأربعين والرابعة والستين، ونسبة 15.7% كانت ضمن فئة الخامسة والستين عاماً فما فوق. وتوزع التركيب الجنسي للسكان بنسبة 47.7% ذكور و52.3% إناث.

## أعلام
- روبرت سميث فانس
- مارغريت هاربرت